# Striga angolensis
Striga angolensis är en snyltrotsväxtart som beskrevs av K.I. Mohamed och L.J. Musselman. Striga angolensis ingår i släktet Striga och familjen snyltrotsväxter. Inga underarter finns listade i Catalogue of Life.